# 同仁堂 (中国の製薬会社)

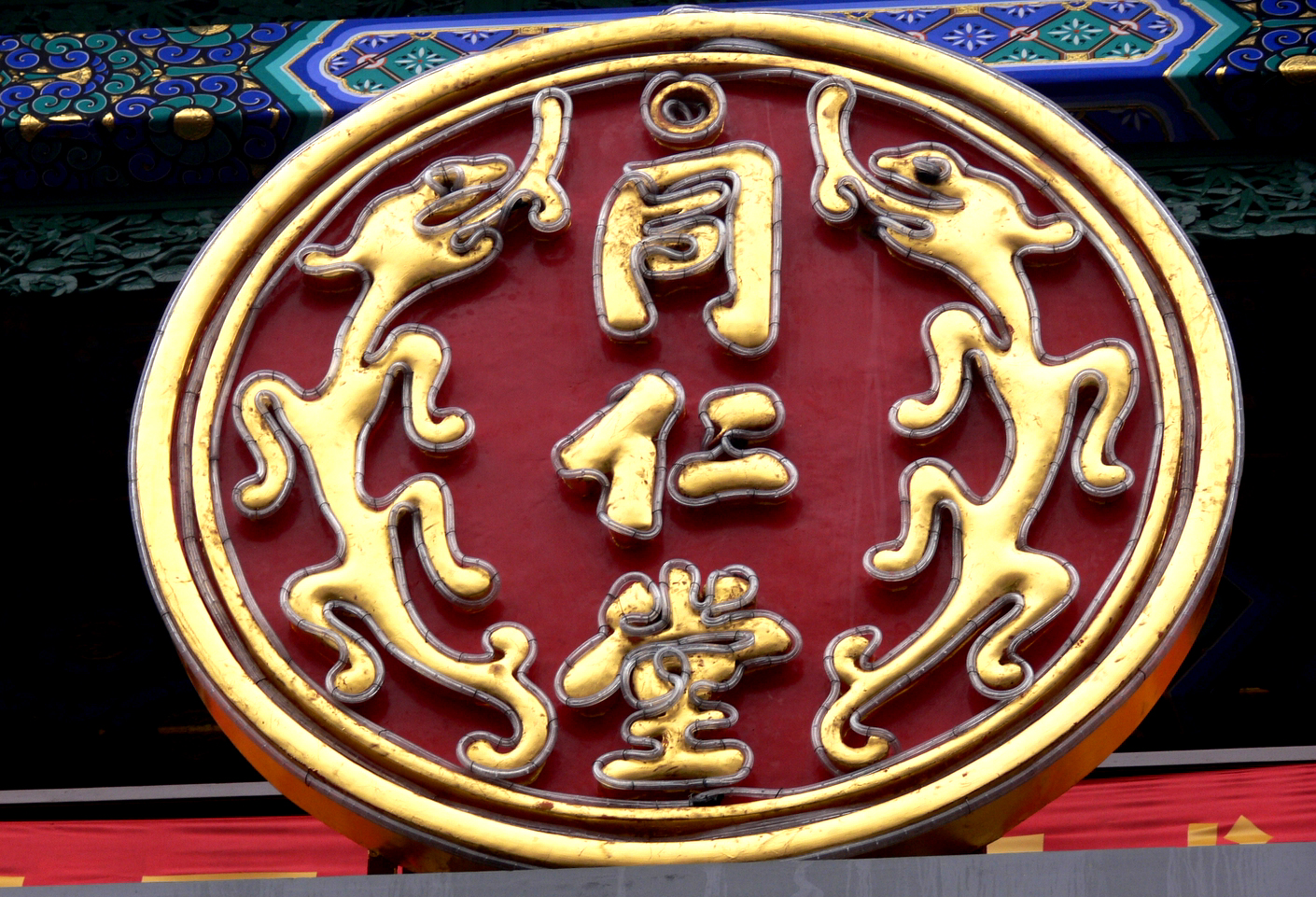
同仁堂

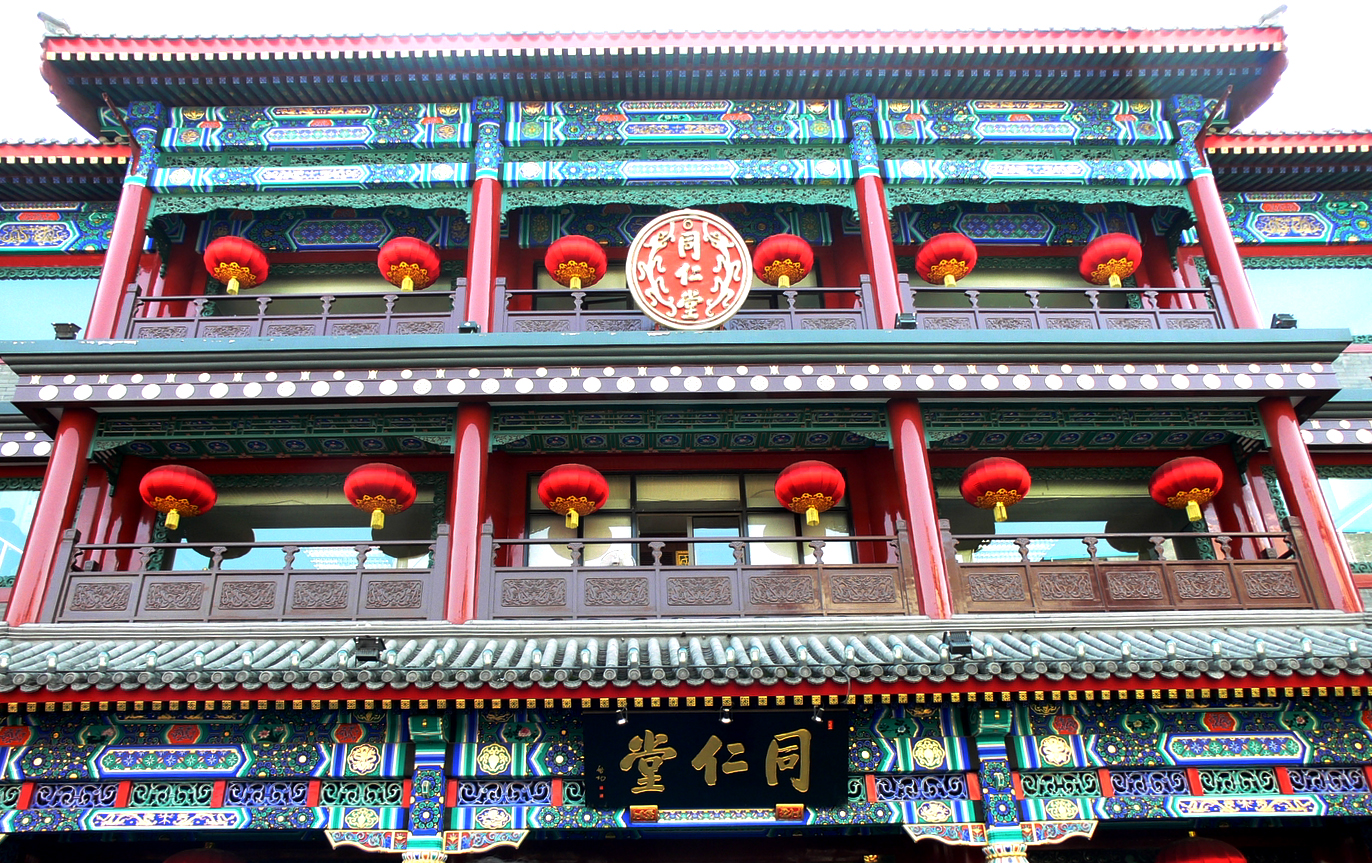
同仁堂

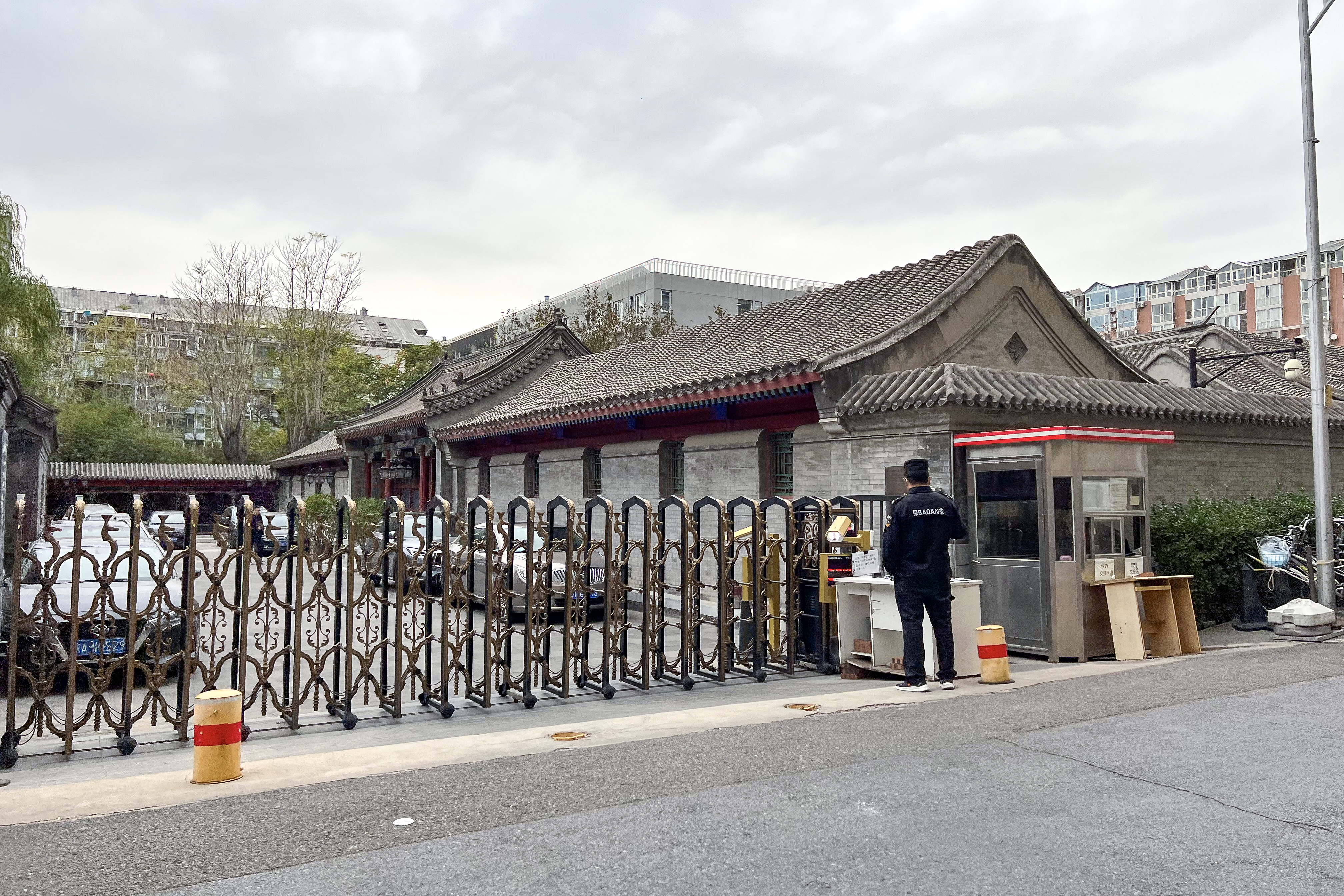
本社

同仁堂（どうじんどう、簡体字: 同仁堂）は、中国の北京市にある漢方薬店。康煕8年（1669年）に創立した。中国を代表する漢方の専門店で、中華老字号のひとつである。
その後、雍正元年（1723年）に清朝の御用薬商に起用され、2006年には国家級無形文化遺産の登録を受けた。
また、1970年代以降日本など海外にも積極的に進出している。